# RFC Seraing (1922)
Der Royal Football Club Seraing, gewöhnlich als RFC Seraing bekannt, ist ein Fußballverein aus Seraing aus dem Bezirk Lüttich, der die Saison 2024/2025 in der Challenger Pro League spielt, der zweithöchsten Spielklasse im belgischen Fußball. Der Verein wurde 1922 als Royal Francs Borains gegründet und nach zahlreichen Umbenennungen und Fusionen entstand der heutige Verein. Seine Heimspielstätte ist der Stade du Pairay mit 8.207 Plätzen. Der Verein war Meister der 2. belgischen Liga 1982 und 1993, die bisher größten Erfolge des RFC Seraing. Zudem ist der RFC Partnerverein des französischen Zweitligisten FC Metz und dem Génération Foot aus Senegal.

## Geschichte
Nach der Insolvenz des alten RFC Seraing 1996 war der RFC Seraing-RUL als Nachfolgeverein entstanden. Dieser fusionierte 2014 mit dem Football Club Charleroi. Der fusionierte Verein änderte seinen Namen zu Racing Club Charleroi-Couillet-Fleurus und verlegte seinen Sitz nach Charleroi.
Zu diesem Zeitpunkt war Dominique D’Onofrio (früherer Trainer und Sportdirektor von Standard Lüttich) Sportdirektor des FC Metz. Aufgrund seiner Initiative übernahm der FC Metz die Mehrheit des sich in finanziellen Schwierigkeiten befindlichen Royal Boussu Dour Borinage (bis 2009 Royal Francs Borains). Dieser Verein änderte dann seinen Namen in Seraing United, seine Vereinsfarben in Rot-Schwarz, wie sie der alte RFC Seraing hatte, und seinen Sitz von Boussu nach Seraing. Dadurch gilt der heutige RFC Seraing juristisch als 1922 gegründet; das ist das Jahr, wo Royal Boussu Dour Borinage gegründet wurde.
Durch diese Konstruktion spielte Seraing United in seiner ersten Saison direkt in der 2. Division.
2015 war es möglich, wieder den historischen Namen RFC Seraing anzunehmen.
Zur Saison 2015/16 wurde die Zweite Division (neu: Division 1B) von 16 auf 8 Vereine reduziert. Dadurch stieg der Verein, obwohl er Platz 11 am Saisonende belegte, in die 1. Division Amateure ab. Bei Abbruch der Saison 2019/20 infolge der COVID-19-Pandemie stand der RFC Seraing auf Platz 3. Neben dem insolventen Sporting Lokeren stiegen auch der KSV Roeselare und Royal Excelsior Virton infolge Lizenzverweigerung aus der Division 1B ab. Dadurch reichte Platz 3 zum Aufstieg in die Division 1B zur Saison 2020/21. Nach erfolgten Aufstieg verließ Trainer Emilio Ferrera den Verein und übernahm beim Ligakonkurrenten KAA Gent die Leitung der Jugendabteilung. Als neuer Trainer mit einem Vertrag für die nächsten beiden Saisons wurde Jordi Condom verpflichtet.
Zum Ende der Saison 2020/21 der Division 1B stand bereits nach dem 23. Spieltag fest, dass Seraing nicht mehr den 1. Platz erreichen konnte, da Royale Union Saint-Gilloise 17 Punkte Vorsprung hatte. Nach dem 26. Spieltag betrug der Vorsprung gegenüber Platz 3 acht Punkte, so dass der Relegationsplatz sicher war. Nach einem 1:1-Unentschieden zu Hause und einem 5:2-Auswärstsieg gegen Waasland-Beveren in den Relegationsspielen stieg der Verein in die Division 1A auf. Nachdem der Verein zum Jahreswechsel 2021/22 dort auf dem Relegationsplatz mit vier Punkten Rückstand auf den nächsthöheren Verein stand, wurde Condom als Trainer entlassen. Als neuer Trainer wurde Anfang Januar 2022 der Franzose Jean-Louis Garcia verpflichtet. Er erhielt einen Vertrag bis zum Ende der Saison 2022/23. Zum Saisonende hatte der RFC Seraing ab dem 31. Spieltag ausreichend Vorsprung vor K Beerschot VA, so dass ein direkter Abstieg ausgeschlossen war. Nach dem 33. Spieltag stand allerdings fest, dass die Saison auf dem Relegationsplatz beendet wurde.
Dort gewann man 1:0 auswärts gegen den RWD Molenbeek und spielte zu Hause torlos Unentschieden und verblieb damit in der Division 1A. Einige Tage danach lösten Garcia und der Verein den Vertrag einvernehmlich auf. Garcia kehre aus familiären Gründen nach Frankreich zurück. Der Verein betonte, dass Garcia die gestellten Ziele erreicht habe.
In der Saison 2022/23 stand nach dem 32. Spieltag der Hauptrunde fest, dass der Verein maximal noch Platz 16 erreichen kann und, da in dieser Saison drei Vereine absteigen, zur Saison 2023/24 in die Division 1B absteigen wird. Auch in der Zweiten Liga konnte der Verein in der Saison 2023/24 nicht die Klasse halten und stieg als Tabellenfünfzehnter direkt weiter in die 1. Division Amateure ab. Da jedoch der KV Oostende ebenfalls in die zweite Liga abstieg, jedoch keine Lizenz für die Profiliga erhielt, übernahm der RFC Seraing dessen Platz und konnte in der zweiten Profiliga Belgiens bleiben.

## Kader 2025/26
Stand: 7. August 2025
| Nr. |            | Position | Name              |
| --- | ---------- | -------- | ----------------- |
| 6   | Belgien    | AB       | Noah Solheid      |
| 7   | Guinea-a   | ST       | Mohamed Camara    |
| 10  | Senegal    | MF       | Saliou Faye       |
| 11  | Belgien    | ST       | Matthieu Muland   |
| 15  | Senegal    | AB       | Cheikhou Ndiaye   |
| 17  | Belgien    | MF       | Bassim Boukteb    |
| 20  | Frankreich | MF       | Sonny Perrey      |
| 21  | Belgien    | MF       | Matteo Scarpinati |
| 23  | Senegal    | MF       | Djibril Diarra    |
| 32  | Belgien    | AB       | Noa Lukebakio     |
| 37  | Kamerun    | AB       | George Alalabang  |
| 38  | Algerien   | AB       | Nabil Bouchentouf |

| Nr. |             | Position | Name                  |
| --- | ----------- | -------- | --------------------- |
|     | Deutschland | AB       | Kevin Bukusu          |
|     | Senegal     | AB       | Thierno Gaye          |
|     | Belgien     | AB       | Thiago Paulo da Silva |
|     | Frankreich  | AB       | Hady Camara           |
|     | Kamerun     | TW       | Boris Ngoua           |
|     | Frankreich  | ST       | Édouard Soumah-Abbad  |
|     | Belgien     | TW       | Arthur de Bolle       |
|     | Belgien     | MF       | Valerio Di Crescenzo  |
|     | Frankreich  | MF       | Wassim Bahri          |
|     | Belgien     | AB       | Abdoul Botaka         |
|     | Belgien     | MF       | Vangelis Costoulas    |
|     | Belgien     | ST       | Tom Lockman           |

## Trainer
Chronik der Trainer seit 2014:
| Amtszeit        | Nat.       | Trainer               |
| --------------- | ---------- | --------------------- |
| 07.2014–04.2015 | Frankreich | Arnauld Mercier       |
| 04.2015–07.2015 | Belgien    | Stéphane Guidi        |
| 07.2015–10.2015 | Belgien    | Alex Czerniatynski    |
| 11.2015–12.2015 | Belgien    | Henri Depireux        |
| 12.2015–03.2016 | Kroatien   | Drazen Brncic         |
| 03.2016–11.2016 | Belgien    | José Jeunechamps      |
| 11.2016–11.2016 | Belgien    | Patrick Tamburrini    |
| 11.2016–12.2019 | Belgien    | Christophe Grégoire   |
| 01.2020–05.2021 | Belgien    | Emilio Ferrera        |
| 06.2021–12.2021 | Spanien    | Jordi Condom          |
| 01.2022–05.2022 | Frankreich | Jean-Louis Garcia     |
| 07.2022–10.2022 | Belgien    | José Jeunechamps      |
| 10.2022–06.2023 | Belgien    | Jean-Sébastien Legros |
| 07.2023–01.2024 | Frankreich | Grégory Proment       |
| 01.2024–        | Senegal    | Mbaye Leye            |

## Sonstiges
Der RFC Seraing ist Partnerverein des FC Metz. Im Rahmen dieser Partnerschaft werden regelmäßig Nachwuchsspieler von Metz an den RFC Seraing ausgeliehen.